# Гарделеген
Гарделеген (нім. Gardelegen) — місто в Німеччині, розташоване в землі Саксонія-Ангальт. Входить до складу району Зальцведель.
Площа — 632,43 км2. Населення становить 21 980 ос. (станом на 31 грудня 2021).